# مستر کونگ
مستر کونگ (انگلیسی: Master Kong) شرکت صنایع غذایی چینی است، که در سال ۱۹۹۱ تأسیس شد.